# Dagmar Ziegler
Dagmar Ziegler (ur. 28 września 1960 w Lipsku) – niemiecka polityk i finansistka, działaczka Socjaldemokratycznej Partii Niemiec (SPD), w latach 1994–2009 deputowana do Landtagu Brandenburgii, w latach 2000–2009 minister w rządach Brandenburgii, w latach 2009–2021 deputowana do Bundestagu, w latach 2020–2021 jego wiceprzewodnicząca.

## Życiorys
Po uzyskaniu matury ukończyła studia z zakresu finansów w Berlinie i uzyskała kwalifikacje dyplomowanej ekonomistki finansowej. W latach 1984–1987 pracowała w Staatsbank der DDR, a następnie do 1990 jako ekonomistka w spółdzielni rolniczej LPG w Lenzen.
W 1990 współtworzyła struktury SPD w Lenzen, gdzie do 2000 zasiadała w radzie miejskiej, a w latach 1993–1998 pełniła funkcję burmistrza. Od 1994 do 2009 była posłanką do Landtagu Brandenburgii, w którym zajmowała m.in. stanowisko ministra finansów (2000–2004) oraz ministra pracy, spraw społecznych, zdrowia i rodziny (2004–2009).
W 2009 po raz pierwszy uzyskała mandat posłanki do Bundestagu. Z powodzeniem ubiegała się o reelekcję w 2013 i 2017. W XVII kadencji pełniła funkcję wiceprzewodniczącej frakcji SPD ds. polityki rodzinnej i edukacji, a w XVIII kadencji była jedną z parlamentarno-organizacyjnych sekretarzy klubu SPD. Od listopada 2020 do końca kadencji w 2021 sprawowała urząd wiceprzewodniczącej Bundestagu.